# Grille indiciaire
 (juin 2015).
La grille indiciaire est l’expression graphique des conditions de rémunération de base à l’intérieur d’un grade détenu par un agent de la fonction publique française.

## Explication
Elle repose sur des textes officiels élaborés par voie de décret ou d’arrêté ministériels en fonction des dispositions statutaires particulières relatives aux corps et cadres d’emploi de la fonction publique de l’État, des collectivités territoriales et des établissements hospitaliers.
La grille indiciaire ne comprend pas les éléments variables de salaire tels que les primes, indemnités, nouvelle bonifications indiciaires.Elle varie en fonction de la catégorie du fonctionnaire (A, B et C),  le corps ou cadre d’emploi et le grade. Elle est commune aux fonctionnaires appartenant au même grade.

## Sources juridiques
C’est le décret 85-1148 du 24 octobre 1985 qui détermine les traitements et soldes des personnels civils et militaires de l’État, des personnels des collectivités territoriales et des personnels des établissements publics d’hospitalisation sous la forme d’un barème de correspondance entre indices bruts et indices majorés.
Ce barème est mis à jour régulièrement à l’occasion des modifications d’indices par voie de réforme statutaire.
Ce décret à portée générale est ensuite complété par un autre décret relatif au statut particulier du corps ou du cadre d’emploi du fonctionnaire ainsi que par un décret ou un arrêté relatif à l’échelonnement indiciaire.

## Échelonnement indiciaire
Chaque fonction publique (FPE-FPH-FPT) dispose de son propre régime statutaire et de ses conditions de rémunération pour chaque grade ou emploi. 
La grille indiciaire contient :
- Un bornage indiciaire qui correspond à un indice brut de début de grade (1er échelon) et un indice brut de fin de grade (dernier échelon). La grille peut cependant contenir des échelons provisoires, de stage ou spéciaux en début ou fin de grille.
- Un échelonnement indiciaire faisant apparaître un nombre d’échelons par ordre croissant. La grille peut cependant comporter des indices « hors échelles » de types HEA à HEG (échelon spécial des administrateurs généraux des finances publiques de classe exceptionnelle).
- Un indice brut devant chaque échelon fixé par décret ou arrêté ministériel.
- Une durée d’avancement d’échelon fixée par décret portant statut particulier du corps ou du cadre d’emploi.

La grille peut être complétée par d’autres informations telles que :
- Un indice majoré correspond à l’indice brut conformément au barème de correspondance du décret 85-1148 susvisé
- Le montant du salaire brut correspondant au produit de la valeur du point indiciaire par le nombre de points d’indice majoré
- Le montant du salaire net après déduction des cotisations sociales

## Exemples de grilles indiciaires

### Grille indiciaire d’État
Pour l’État, le décret 2008-836 du 22 août 2008 fixe l’échelonnement indiciaire des corps et des emplois communs aux administrations de l’État et de ses établissements publics, par exemple, le groupe V des emplois de direction de l’administration territoriale de l’État :
| Échelons    | Indices bruts |
| ----------- | ------------- |
| 6e échelon  | HEA           |
| 5e échelon  | 1 015         |
| 4e échelon  | 966           |
| 3e échelon  | 901           |
| 2e échelon  | 852           |
| 1er échelon | 801           |

- Corps : Directeur de l’administration territoriale de l’État - DATE (emploi fonctionnel)
- Grade : Directeur de l’administration territoriale de l’État - Groupe V
- Catégorie : A

| Échelon | Indice Brut | Indice majoré | Durée moyenne | Salaire brut |
| ------- | ----------- | ------------- | ------------- | ------------ |
| 1       | 801         | 658           | 2 ans         | 3 046,74 €   |
| 2       | 852         | 696           | 2 ans         | 3 222,69 €   |
| 3       | 901         | 734           | 2 ans         | 3 398,64 €   |
| 4       | 966         | 783           | 3 ans         | 3 625,52 €   |
| 5       | 1 015       | 821           | 3 ans         | 3 801,448 €  |
| 6       | HEA         |               | 1 an          | 4 079,29 €   |
|         | HEA2        |               | 1 an          | 4 241,35 €   |
|         | HEA3        |               | 1 an          | 4 458,97 €   |

### Grille indiciaire territoriale
Pour la fonction publique territoriale, le décret 87-1102 du 30 décembre 1987 fixe l’échelonnement indiciaire de certains emplois administratifs de direction des collectivités territoriales, par exemple le directeur général des services :
| Directeur général des services & des communes | 1    | 2   | 3   | 4   | 5    | 6   | 7    | 8    | 9    |
| De plus de 400 000 habitants                  | 1000 | HEA | HEB | HEC | HED  |     |      |      |      |
| De 150 000 à 400 000 habitants                | 885  | 910 | 940 | 970 | 1000 | HEA | HEB  | HEC  |      |
| De 80 000 à 150 000 habitants                 | 805  | 835 | 865 | 900 | 935  | 970 | 1000 | HEA  | HEB  |
| De 40 000 à 80 000 habitants                  | 695  | 735 | 775 | 820 | 865  | 910 | 955  | 1015 | HEA  |
| De 20 000 à 40 000 habitants                  | 650  | 700 | 745 | 790 | 840  | 890 | 940  | 985  | 1015 |
| De 10 000 à 20 000 habitants                  | 620  | 670 | 720 | 771 | 821  | 871 | 920  | 966  | 985  |
| De 2 000 à 10 000 habitants                   | 470  | 515 | 555 | 600 | 645  | 690 | 735  | 780  | 821  |

- Cadre d'emploi : Directeur Général des Services (DGS)
- Grade : DGS communes de 2 000 à 10 000 habitants
- Filière : Emploi fonctionnel
- Catégorie : A

| Échelon | Indice brut | Indice majoré | Mini         | Maxi         | Salaire brut |
| ------- | ----------- | ------------- | ------------ | ------------ | ------------ |
| 1       | 470         | 411           | 1 an         | 2 ans        | 1 903,05 €   |
| 2       | 515         | 443           | 1 an 3 mois  | 1 an 9 mois  | 2 051,22 €   |
| 3       | 555         | 471           | 1 an 3 mois  | 1 an 9 mois  | 2 180,87 €   |
| 4       | 600         | 505           | 1 an 9 mois  | 2 ans 3 mois | 2 338,30 €   |
| 5       | 645         | 539           | 1 an 9 mois  | 2 ans 3 mois | 2 495,73 €   |
| 6       | 690         | 573           | 1 an 9 mois  | 2 ans 3 mois | 2 653,16 €   |
| 7       | 735         | 607           | 2 ans        | 3 ans        | 2 810,59 €   |
| 8       | 780         | 642           | 2 ans 3 mois | 3 ans 3 mois | 2 972,65 €   |
| 9       | 821         | 673           | -            | -            | 3 116,19 €   |

### Grille indiciaire hospitalière
Pour la fonction publique hospitalière, l’arrêté du 24 avril 2012 fixe l’échelonnement indiciaire des directeurs des établissements, comme par exemple le grade de directeur d’hôpital de classe normale :
| Échelon                           | Indice brut |
| --------------------------------- | ----------- |
| 10e échelon provisoire            | 990         |
| 9e échelon                        | 966         |
| 8e échelon                        | 901         |
| 7e échelon                        | 852         |
| 6e échelon                        | 801         |
| 5e échelon                        | 750         |
| 4e échelon                        | 701         |
| 3e échelon                        | 655         |
| 2e échelon                        | 588         |
| 1er échelon                       | 528         |
| Élève directeur de classe normale | 419         |

- Cadre d'emploi : Directeur d'hôpital-DH
- Grade : Directeur d'hôpital de classe normale
- Filière : Personnel administratif
- Catégorie : A

| Échelon         | Indice brut | Indice majoré | Durée moyenne | Salaire brut |
| --------------- | ----------- | ------------- | ------------- | ------------ |
| Élève directeur | 419         | 372           | -             | 1 722,47 €   |
| 1               | 528         | 452           | 6 mois        | 2 092,90 €   |
| 2               | 588         | 496           | 1 an          | 2 296,63 €   |
| 3               | 655         | 546           | 1 an          | 2 528,14 €   |
| 4               | 701         | 582           | 1 an          | 2 694,83 €   |
| 5               | 750         | 619           | 1 an 6 mois   | 2 866,16 €   |
| 6               | 801         | 658           | 2 ans         | 3 046,74 €   |
| 7               | 852         | 696           | 2 ans         | 3 222,69 €   |
| 8               | 901         | 734           | 2 ans         | 3 398,64 €   |
| 9               | 966         | 783           | -             | 3 625,52 €   |
| 10              | 990         | 802           | -             | 3 713,50 €   |

## Système de rémunération des fonctionnaires
Le système de rémunération des fonctionnaires repose sur le principe de carrière et de l’ancienneté dans le grade. La grille indiciaire permet une égalité de traitement à grade et compétence équivalents dans les trois versants de la fonction publique. Les critères d’avancement (minimum, moyenne et maximum) peuvent cependant varier sensiblement d’une administration à une autre.
Par ailleurs, le régime indemnitaire diffère également suivant les critères propres à chaque administration. Si la vocation des grilles indiciaires restent cependant l’uniformité des traitements dans la fonction publique, force est de constater la permanence de différences de traitement malgré de nombreuses réformes dans la fonction publique.